# Hlîboke, Oleksandria
Hlîboke (în ucraineană Глибоке) este un sat în comuna Nedoharkî din raionul Oleksandria, regiunea Kirovohrad, Ucraina.

## Demografie
Componența lingvistică a localității Hlîboke
     Ucraineană (97,78%)
     Rusă (2,22%)
Conform recensământului din 2001, majoritatea populației localității Hlîboke era vorbitoare de ucraineană (97,78%), existând în minoritate și vorbitori de rusă (2,22%).